# Баскаков, Николай Александрович
Никола́й Алекса́ндрович Баска́ков (9 [22] марта 1905, Сольвычегодск, Вологодская губерния (ныне Архангельская область) — 26 августа 1996, Москва) — русский и советский лингвист-тюрколог, фольклорист, этнограф, доктор филологических наук (1950), профессор (1969), автор 640 научных работ, в том числе 32 книг.
Специалист в области урало-алтайского языкознания (теория и история тюркских языков: каракалпакского, ногайского, алтайского и других). Автор известной классификации тюркских языков.
Заслуженный деятель науки Каракалпакской АССР (1960), Татарской АССР (1962), Казахской ССР (1967), РСФСР (1967) и Туркменской ССР. Член-корреспондент Финно-угорского общества (Хельсинки, 1966), Почётный член Урало-алтайского общества (Гамбург, 1967), Азиатского королевского общества Великобритании и Ирландии (Лондон, 1975), Общества ориенталистов (Будапешт, 1984), Общества польских ориенталистов.

## Биография
Николай Баскаков родился в семье Александра Семёновича Баскакова (члена уездной Земской Управы) и Александры Михайловны Баскаковой (урождённой Климовой). В семье Баскаковых было пятеро сыновей и две дочери. Согласно семейному преданию, А. С. Баскаков был потомком дворянина Баскакова, сосланного в Вологодскую губернию из Санкт-Петербурга в начале XIX века. 
Фамилия Баскаков ведёт своё происхождение от татарского баскака Амрагана (Амыр-хана), бывшего во второй половине XIII века наместником во Владимире... Тюркское происхождение данной фамилии подтверждается как самой основой фамилии basqaq (ставящий печать; наместник хана Золотой Орды), так и геральдическими данными: дугообразным мечом в центре герба и изображением татарина над нашлемником, держащего красный дугообразный меч.
 — писал об отцовских предках Н. А. Баскаков («Русские фамилии тюркского происхождения», 1969 г.).

В Сольвычегодске семья Баскаковых проживала до 1908 года, а в г. Грязовец Вологодской губернии переехала в 1908 году в связи с переводом по службе отца. В первый класс Вологодской мужской классической гимназии Н. Баскаков поступил в 1915 году. Интерес к Востоку пришёл после встречи с другом его отца Бессоновым, который служил консулом в аравийском городе Джидда, на территории тогдашней Османской империи. Рассказы русского дипломата о восточных странах так повлияли на молодое воображение гимназиста Баскакова, что он всерьёз увлёкся Востоком, в особенности Турцией: стал усиленно читать о Турции и даже пробовал самостоятельно заниматься турецким языком, но препятствием явилась арабская письменность, которой тогда в Вологде или Грязовце выучиться было не у кого. Позже Н. А. Баскаков вспоминал:
Это увлечение, видимо, и повлияло на избрание моей специальности - тюрколога, которую отец мой называл позже "миссионерством". А может быть, мою специальность подсказали гены моих предков - тюрков или монголов?"
В 1918 году Николай Баскаков поступил в Грязовецкую музыкальную школу по классу рояля после домашней подготовки: его мать была регентом хора в одной из местных церквей. Увлечение музыкой он пронёс через всю свою жизнь. В 1922 году Николай Баскаков окончил среднюю школу и поступил в Грязовецкий педагогический техникум.
В 1923 году, после отказа в приёме в Институт востоковедения Николай Баскаков поступил в платный Институт Слова, в здании которого впоследствии разместился Институт языкознания РАН, но был вынужден вернуться в Вологду из-за невозможности платить за обучение.
В начале 1924 года в Грязовецком техникуме беспартийному студенту Баскакову предложили принять участие в диспуте на тему: «Есть ли Бог и нужна ли религия?». Оппонентом был назначен секретарь комитета комсомола педтехникума. Он выступил с основным докладом и, ссылаясь на полёты авиаторов, не обнаруживших на небе (то есть в атмосфере Земли) ни Рая, ни Ада, утверждал, что Бога нет, и религия не нужна. Баскаков же, взяв на вооружение концепцию Л. Н. Толстого, которой он тогда увлекался, что Бог — добро, а Сатана — зло, и что Бог непременно побеждает, сделал свой доклад с противоположным заключением: Бог есть, и религия людям необходима. Участники собрания после активных прений горячо поддержали мнение Баскакова. Но этот триумф вскоре обернулся для него тяжкой бедой. У здания городского совета появилась карикатура на Н. А. Баскакова в подряснике, за который цеплялась толпа помещиков, буржуазии, священников. Вслед за этим состоялось исключение Баскакова из числа студентов педтехникума: сначала из Грязовецкого, а потом из Вологодского, когда Баскаков туда перевёлся.
До осени 1924 года Баскаков работал на Украине репетитором, а после предпринял ещё две попытки поступить в востоковедческий вуз: сначала на Восточный факультет ЛГУ и Институт живых восточных языков им. А. С. Енукидзе (неудачно), а после — в Государственный институт народного образования (другие названия: институт Сан-Гали на Петровском острове, Ленинградский педагогический техникум, Ленинградский институт народного образования).

Президиум II Всесоюзной тюркологической конференции — делегаты (слева направо): академик А. Н. Кононов, профессора Б. Ч. Чарыяров, С. К. Кенесбаев, Ю. Д. Дешериев, Н. А. Баскаков, Г. Х. Ахатов, Е. И. Убрятова

В 1929 году Баскаков стал студентом этнографического отделения историко-этнологического факультета МГУ. После окончания первого курса университета был направлен на практику в Каракалпакстан, а на втором курсе — в Казахстан, Киргизию, Хорезмскую область. В 1930-31 гг. участвовал в организации Каракалпакского музея и комплексного научно-исследовательского института. В 1931-33 гг. работал научным сотрудником лингвистической комиссии по национальным и колониальным проблемам при Коммунистическом университете трудящихся Востока. В 1932 стал старшим научным сотрудником Института национальностей, и командирован в Казахстан для изучения методов преподавания в национальной школе, а в 1934 — в Казахстан, Киргизию, Ойротскую автономную область.
После окончания историко-этнологического факультета Московского государственного университета Баскаков участвовал во многих экспедициях в Среднюю Азию, Кавказ, Дагестан, Сибирь, собрал богатейший материал по истории, этнографии, языкам тюркских народов. На основе этого материала Баскаков опубликовал несколько монографий. В своих трудах он разработал вопросы теории и истории тюркских языков: каракалпакского, ногайского, алтайского, хакасского и др. Издаёт первые научные грамматики по ранее неисследованным или малоисследованным младописьменным тюркским языкам народов СССР. Одновременно разрабатывает алфавиты и орфографии, создаёт национально-русские и русско-национальные словари по многим тюркским языкам, приступает к исследованиям в сфере грамматики.
Позднее занимался вопросом о создании ногайского литературного языка на основе кириллицы. В 1937—50 гг. работал старшим научным сотрудником Института языка и письменности. В 1939—40 гг. совершил поездки в Казань, Уфу, Горно-Алтайск и Ташкент. Внёс вклад в создание будущего Института Алтаистики им. С. С. Суразакова. Автор ряда научных работ в которых исследовал тюркизмы в русском языке, в том числе в «Слове о полку Игореве».
Баскаков был соавтором и редактором первого хакасско-русского словаря, с приложением очерка по фонетике и грамматике хакасского языка. Под руководством и редакцией Баскакова вышла первая научная «Грамматика хакасского языка» (1975, в соавторстве с Инкижековой-Грекул). Баскаков — участник международных, всесоюзных и всероссийских тюркологических конференций и симпозиумов. Научные заслуги Н. А. Баскакова получили широкое признание в России и за рубежом.
Похоронен на Введенском кладбище (16 уч.).

## Основные труды

### Книги, брошюры
- Уйгурско-русский словарь: Содержит около 12000 слов. С прил. араб. ключа и грамматики уйгур. яз / Сост. Н. А. Баскаков, В. М. Насилов. — М.: Гос. изд. иностр. и нац. словарей, 1939. — 384 с. — 3000 экз.
- Баскаков Н. А. Ногайский язык и его диалекты: Грамматика, тексты и словарь / Отв. ред. проф. Н. К. Дмитриев; Институт языка и письменности АН СССР. — М.; Л.: Издательство Академии наук СССР, 1940. — 272 с. — 1000 экз.
- Русско-уйгурский словарь / Сост. Н. А. Баскаков, Т. Р. Рахимов; Московский институт востоковедения. — М.: [б. и.], 1940. 572 с. (Стеклогр. изд.)
- Ойротско-русский словарь / Сост. Н. А. Баскаков, Т. М. Тощакова. — М.: Гос. изд. иностр. и нац. словарей, 1947. — 312 с.
- Баскаков Н. А. Современное состояние терминологии в языках народов СССР / Институт языкознания АН СССР. — М.: Тип. Изд. Вост. лит., 1959. — 28 с. — 500 экз.
- Баскаков Н. А. Тюркские языки / Отв. ред. Г. Д. Санжеев; Институт языкознания АН СССР. — М.: Издательство восточной литературы, 1960. — 248 с. — 2200 экз.
- Баскаков Н. А. К истории изучения туркменского языка / Акад. наук Туркм. ССР. Институт языка и литературы им. Махтумкули. — Ашхабад: Туркменистан, 1965. — 36 с. — 1500 экз.
- Баскаков Н. А. Северные диалекты алтайского (ойротского) языка: Диалект черневых татар (туба-кижи): Грамматический очерк и словарь / Институт языкознания АН СССР. — М.: Наука (Главная редакция восточной литературы), 1966. — 176 с. — 1200 экз.
- Баскаков Н. А. Введение в изучение тюркских языков. — Изд. 2-е, испр. и доп. — М.: Высшая школа, 1969. — 384 с. — 3000 экз.
- Баскаков Н. А. Северные диалекты алтайского (ойротского) языка: Диалект кумандинцев (куманды-кижи): Грамматический очерк, тексты, переводы и словарь / Институт языкознания АН СССР. — М.: Наука (Главная редакция восточной литературы), 1972. — 280 с. — 1200 экз.
- Баскаков Н. А., Зайончковский А., Шапшал С. М.  Караимско-русско-польский словарь. — М., 1974. — 688 с.
- Тюркизмы в восточнославянских языках / Отв. ред. Н. А. Баскаков; Институт языкознания АН СССР. — М.: Наука, 1974. — 304 с.
- Баскаков Н. А. Историко-типологическая характеристика структуры тюркских языков: Словосочетание и предложение / Институт языкознания АН СССР. — М.: Наука, 1975. — 288 с. — 2250 экз.
- Баскаков Н. А. Язык прииссыккульских уйгуров / Отв. ред. член-корр. АН КазССР Г. С. Садвакасов; Академия наук Казахской ССР, Отдел уйгуроведения при институте языкознания. — Алма-Ата: Наука, 1978. — 49 с. — 800 экз.
- Баскаков Н. А. Историко-типологическая морфология тюркских языков: (Структура слова и механизм агглютинации) / Отв. ред. акад. А. Н. Кононов;  Институт языкознания АН СССР. — М.: Наука, 1979. — 276 с. — 1450 экз.
- Баскаков Н. А. Русские фамилии тюркского происхождения. — М.: Наука, 1979. — 280 с. — 10 000 экз.
- Баскаков Н. А. Алтайская семья языков и её изучение / Отв. ред. Е. А. Поцелуевский; Институт языкознания АН СССР. — М.: Наука, 1981. — 136 с. — 2200 экз.
- Баскаков Н. А. Народный театр Хорезма / Отв. ред. акад. АН УзССР М. К. Нурмухамедов; Рецензенты: д-р ист. наук Т. А. Жданко, чл.-корр. АН УзССР М. Рахманов; Академия наук Узбекской ССР. Отделение истории, языкознания и литературоведения АН УзССР. — Ташкент: Фан, 1984. — 128 с. — 1170 экз.
- Баскаков Н. А. Северные диалекты алтайского (ойротского) языка: Диалект лебединских татар-чалканцев (куу-кижи): Грамматический очерк, тексты, переводы, словарь / Отв. ред. К. М. Мусаев; Институт языкознания АН СССР. — М.: Наука (Главная редакция восточной литературы), 1985. — 236 с. — 1450 экз.
- Баскаков Н. А. Тюркская лексика в «Слове о полку Игореве» / Отв. ред. акад. А. Н. Кононов; Рецензенты: С. Н. Иванов, Э. Р. Тенишев; Институт языкознания АН СССР. — М.: Наука, 1985. — 208 с. — 3350 экз.
- Баскаков Н. А., Баскаков А. Н. Современные кыпчакские языки / Отв. ред. Д. С. Насыров. — Нукус: Каракалпакстан, 1987. — 104 с.
- Баскаков Н. А. Историко-типологическая фонология тюркских языков / Отв. ред. член-корр. АН СССР Э. Р. Тенишев; Рецензенты: д-р филол. наук К. М. Мусаев, канд. филол. наук В. А. Виноградов;  Институт языкознания АН СССР. — М.: Наука, 1988. — 208 с. — 2000 экз. — ISBN 5-02-010887-1.
- Баскаков Н. А. Очерки истории функционального развития тюркских языков и их классификация / Отв. ред. чл.-корр. АН ТССР Б. Чарыяров; Академия наук Туркменской ССР, Институт языка и литературы им. Махтумкули. — Ашхабад: Ылым, 1988. — 140 с. — 1000 экз. — ISBN 5-8338-0060-9.

Переиздания
- Баскаков Н. А. Русские фамилии тюркского происхождения / Отв. ред. Э. Р. Тенишев. — Бакы: Jазычы, 1992. — 280 с. — 50 000 экз. — ISBN 5-560-01229-7.
- Баскаков Н. А. Русские фамилии тюркского происхождения. — М.: Мишель, 1993. — 280 с. — 20 000 экз. — ISBN 5-02-017757-1.
- Ойротско-русский словарь / Сост.: Н. А. Баскаков, Т. М. Тощакова. — Горно-Алтайск: Издательство Ак Чечек, 2005.

### Статьи
- Морфологическая структура слова и части речи в тюркских языках // Советское востоковедение. 1957. № 1. С. 72-85.
- Баскаков Н. А. Предисловие // Рамстедт Г. И. Введение в алтайское языкознание. М., 1957. С. 5—20.
- Баскаков Н. А. О некоторых типологических изменениях в синтаксисе современных тюркских литературных языков // Тюркологический сборник: К шестидесятилетию академика А. Н. Кононова. — М.: Наука (ГРВЛ), 1966. — С. 17-23. — 276 с.